# Mysterious Skin
Mysterious Skin (bra: Mistérios da Carne; prt: Mysterious Skin - Pele Misteriosa) é um filme batavo-estadunidense de 2004, do gênero drama, dirigido e escrito por Gregg Araki, com roteiro baseado no romance Mysterious Skin, de Scott Heim.
Estrelado por Joseph Gordon-Levitt e Brady Corbet, Mysterious Skin estreou no Festival de Cinema de Veneza em 3 de setembro de 2004.

## Elenco
- Joseph Gordon-Levitt - Neil McCormick
  - Chase Ellison - Neil McCormick (jovem)
- Brady Corbet - Brian Lackey
  - George Webster - Brian Lackey (jovem)
- Michelle Trachtenberg - Wendy
  - Riley McGuire - Wendy (jovem)
- Jeff Licon - Eric Preston
- Mary Lynn Rajskub - Avalyn Friesen
- Elisabeth Shue - Ellen McCormick
- Bill Sage - Treinador
- Chris Mulkey - Mr. Lackey
- Lisa Long - Mrs. Lackey
- Richard Riehle - Charlie
- Kelly Kruger - Deborah
  - Rachael Nastassja Kraft - Deborah (jovem)
- Billy Drago - Zeke

## Recepção
No agregador de críticas Rotten Tomatoes, que categoriza as opiniões apenas como positivas ou negativas, o filme tem um índice de aprovação de 83% calculado com base em 108 comentários dos críticos que é seguido do consenso: "Desempenhos ousados e direção sensível e precisa tornam a observação dessa difícil história de trauma e abuso uma experiência estimulante e ressonante." Já no agregador Metacritic, com base em 32 opiniões de críticos que escrevem em maioria para a imprensa tradicional, o filme tem uma média aritmética ponderada de 73 entre 100, com a indicação de "revisões geralmente favoráveis".